# Russian Standard

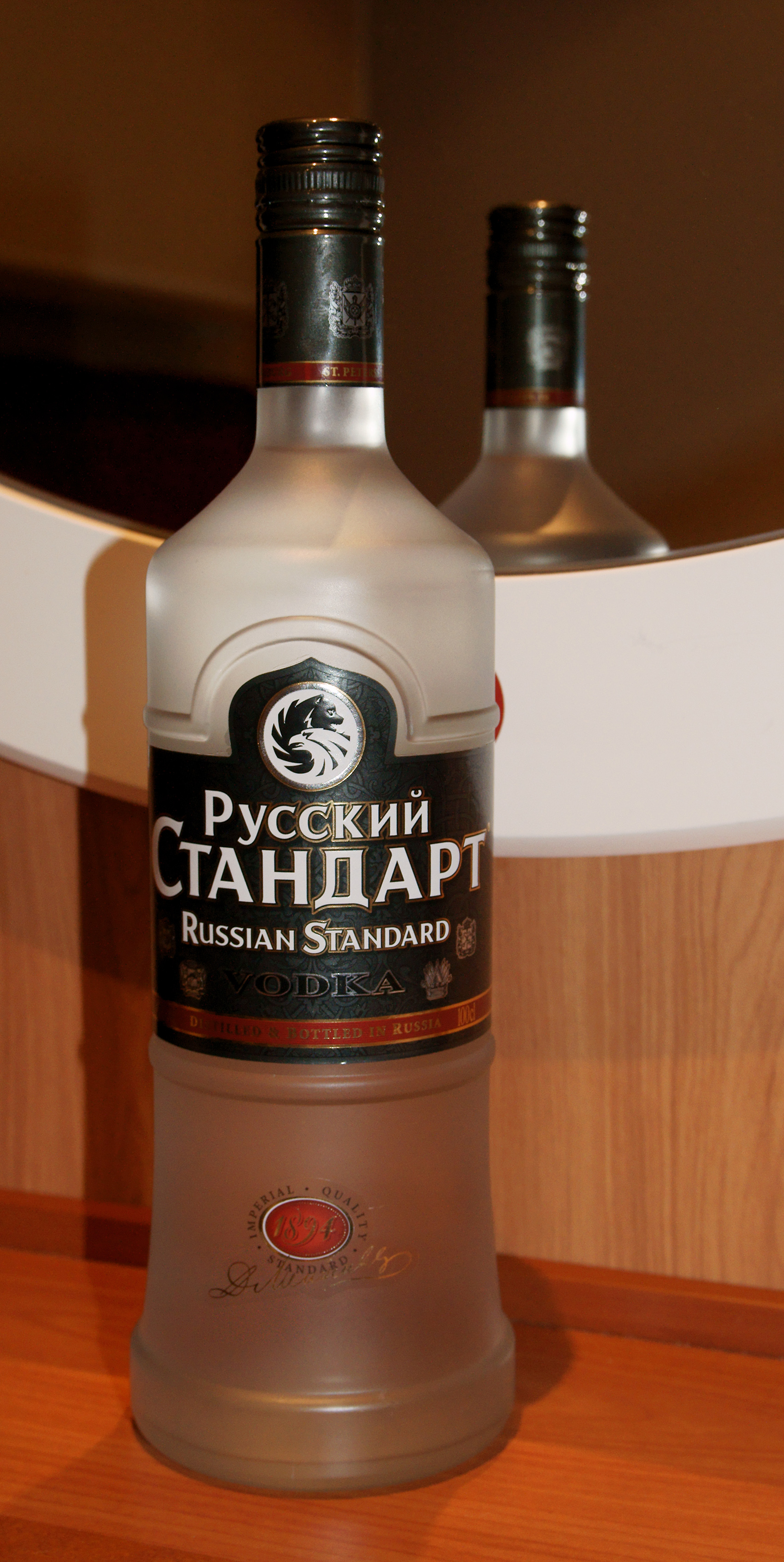
En flaska Russian Standard.

Russian Standard (Ryska: Русский стандарт, Russkij Standart) Vodka är en rysk producent av vodka. Det är ett av Rysslands mest kända vodkamärken i världen och har satsat på att expandera på exportmarknaden med sikte på premiumsegmentet.
2006 öppnades ett nytt destilleri i Sankt Petersburg med en kapacitet på 36 miljoner liter per år.
Det mycket mjuka vattnet (som anses ge en bättre smak) tas från borrhål under Ladogasjön.
Sedan den ryska invasionen av Ukraina (mars, 2022) så finns Russian Standard inte längre på den svenska marknaden 

## Sorter
- Russian Standard IMPERIA
- Russian Standard Platinum
- Russian Standard Gold
- Russian Standard Original
- Aurora